# Gunung Babah Jeu Reungeh
Gunung Babah Jeu Reungeh är ett berg i Indonesien.   Det ligger i provinsen Aceh, i den västra delen av landet, 1 700 km nordväst om huvudstaden Jakarta. Toppen på Gunung Babah Jeu Reungeh är 940 meter över havet.
Terrängen runt Gunung Babah Jeu Reungeh är lite bergig.Runt Gunung Babah Jeu Reungeh är det ganska glesbefolkat, med 31 invånare per kvadratkilometer. I omgivningarna runt Gunung Babah Jeu Reungeh växer i huvudsak städsegrön lövskog.